# Femto
Femto (symbole f) est le préfixe du Système international d'unités (SI) qui représente 10–15 fois l'unité (soit un millionième de milliardième).
Confirmé en 1964, le préfixe femto provient du danois « femten », « quinze ».